# William Nierenberg
William Aaron Nierenberg (Nova Iorque, 13 de fevereiro de 1919 † La Jolla, 10 de setembro de 2000) foi um físico estadunidense.
Nierenberg estudou na Universidade Municipal de Nova Iorque (bacharelado em 1939) e na Universidade Columbia, onde obteve o mestrado em 1942. Na Segunda Guerra Mundial trabalhou no Projeto Manhattan sob a coordenação de Harold Clayton Urey com métodos para enriquecimento de urânio. Obteve um doutorado em 1947 na Universidade Columbia.
Em 1948 foi professor assistente na Universidade de Michigan, em 1950 professor associado e em 1954 professor na Universidade da Califórnia em Berkeley.
De 1965 a 1986 foi diretor do Scripps Institution of Oceanography em San Diego e simultaneamente vice-chanceler de ciências marinhas da Universidade da Califórnia em San Diego.
Nierenberg foi membro do JASON. Foi eleito em 1965 membro da Academia de Artes e Ciências dos Estados Unidos, em 1971 membro da Academia Nacional de Ciências dos Estados Unidos e em 1975 da American Philosophical Society. De 1958 a 1960 foi conselheiro da Agência de Segurança Nacional.
Nierenberg foi um participante central no negacionismo climático.